# Angerbauer József
Angerbauer József (?, 1847. szeptember 29. – ?, 1916) római katolikus pap, plébános a szombathelyi püspökmegyében, egyházi író.

## Élete
1870. november 27-én szentelték pappá. 1874-ben a szombathelyi püspök jegyzője lett, később plébános Kisunyomban, Vas vármegyében.

## Művei
- Szent beszédek az év minden vasárnap- és ünnepnapjaira néhány alkalmival megtoldva. K. 8° (VII, 564 l.) Komárom, 1884. «Jó Pásztor.»
- Szent beszédek az év minden vasár- és ünnepnapjaira. Függelékül néhány alkalmi beszéddel. I. évfolyam. 2. kiadás. (n. 8-r. VIII és 598 l.) Szombathely, 1891. Özv. Seiler Henrikné.
- Szent beszédek az év minden vasár- és ünnepnapjaira. Függelékül néhány alkalmi beszéddel. II. évfolyam. 2. kiadás. (n. 8-r. 434 l.) Szombathely, 1893. Özv. Seiler Henrikné.
- A keresztény kath. erkölcstan példákban. (n. 8-r.) Szombathely, 1895.